# Vaginoplastiek

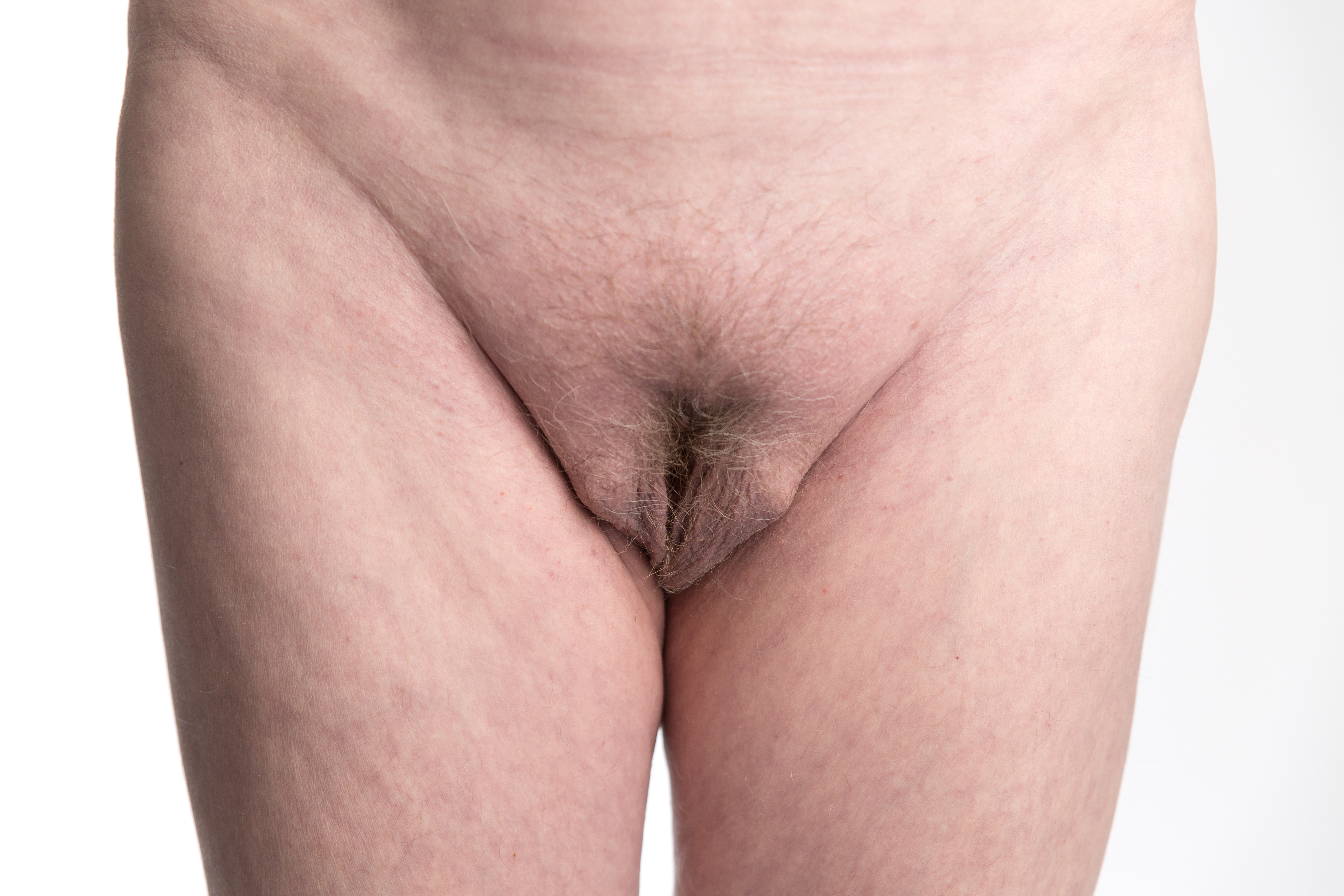
Vaginoplastiek

De vaginoplastiek, ook wel vaginaplastiek of elytroplastiek genoemd, is een geslachtsaanpassende operatie aan het onderlichaam, de meest gebruikelijke voor een man-naar-vrouw-transseksueel. Er wordt een snede gemaakt in de lengte van de penis. Een snede in het scrotum maakt de weg vrij om een holte te creëren nadat de testikels zijn verwijderd. De huid die eerst aan de buitenkant van de penis zat, wordt nu gebruikt als binnenbekleding om van de holte een vagina te maken. De zenuwen van de penis worden ingekort en omgevormd naar een clitoris. Van de balzakhuid worden de buitenste schaamlippen gemaakt. Van de voorhuid maakt men in de meeste gevallen nog de binnenste schaamlippen.

## Herstel
Na de operatie is de patiënt zeker nog vijf dagen aanwezig in het ziekenhuis. Urineren gaat in de eerste dagen via een katheter. Om ontlasting zo veel mogelijk tegen te gaan krijgt de patiënt in het ziekenhuis vloeibaar voedsel. Als de patiënt naar huis mag, is bedrust nog steeds nodig. Na twee weken kan men beginnen met dilateren; het openhouden en oprekken van de vagina. In het begin kan dit erg pijnlijk en gevoelig zijn. Na ongeveer een maand kan de patiënt weer voorzichtig lichte zaken ondernemen, daar het goed aanvoelt. Geslachtsgemeenschap is mogelijk na ongeveer twee maanden.